# 米科洛-科梅舒瓦塔
49°38′43″N 35°29′54″E / 49.64528°N 35.49833°E
米科洛-科梅舒瓦塔（烏克蘭語：Миколо-Комишувата）是位於烏克蘭東部的村莊，由哈爾科夫州别列斯京区的克拉斯諾赫拉德市鎮負責管轄。該村始建於1856年，面積3.35平方公里，海拔高度119米，人口900，人口密度每平方公里356人。